# Bystodes yaeyamensis
Bystodes yaeyamensis es una especie de coleóptero de la familia Endomychidae.

## Distribución geográfica
Habita en Japón.